# Gérard Boutet
 (décembre 2018).
 (décembre 2018).

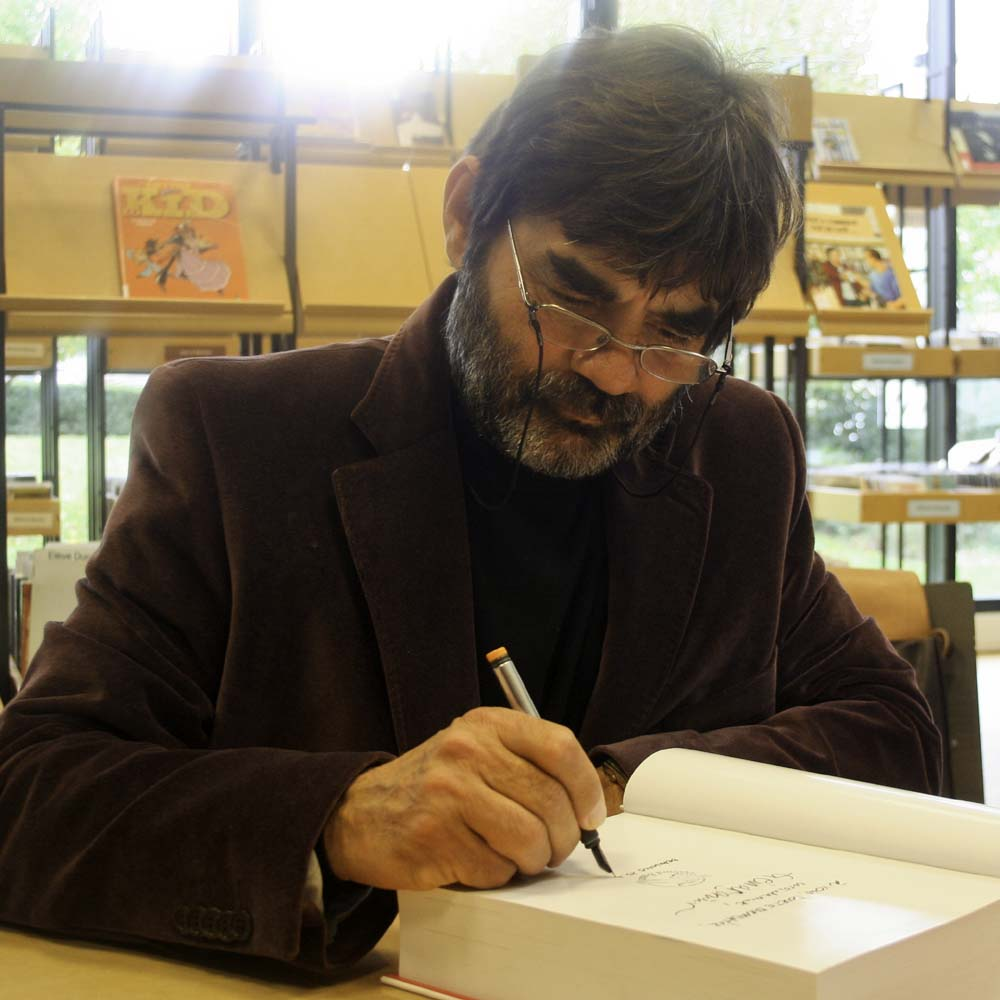
Gérard Boutet le 15 octobre 2007.

Gérard Boutet, né le 15 août 1945 à Josnes (Loir-et-Cher), est un écrivain français contemporain.

## Biographie
Après une formation artistique (arts graphiques Corvisart), Gérard Boutet travaille dans l'illustration publicitaire et réalise plusieurs albums de bandes dessinées. Ses thèmes sont centrés sur la grande et la petite Histoire, la tradition populaire, la vie quotidienne dans le monde rural, les savoir-faire artisanaux qui disparaissent. Journaliste, il a publié des centaines d'entretiens avec des personnes qui ont exercé des professions variées et souvent pittoresques. Le corpus de connaissances ainsi accumulé a alimenté une abondante production de livres (les collections Les gagne-misère, La belle ouvrage ou Ils étaient de leur village), témoignages directs d'une époque révolue, comme le monumental dictionnaire encyclopédique intitulé La France en héritage (octobre 2007) qui recense les métiers et les coutumes de tout le territoire français de 1850 à 1970. Gérard Boutet a publié plusieurs romans largement inspirés d'événements historiques, voire de la mémoire familiale (Les fuyards de l'aube, 1993, La claie d'infamie, 1999, Les mariés de Tournai, 2009).
L'écrivain se présente comme un « raconteur d'histoires » lors des conférences qu'il donne. Avec la compagnie « Paroles en l'air », il a relaté les sinistres exploits des bandits d'Orgères (causerie théâtralisée La nuit des Chauffeurs).
Son œuvre a reçu plusieurs prix de l'Académie française et l'Institut de France.
Chevalier dans l'Ordre des Arts et Lettres 2001.
Chevalier dans l'Ordre national de Mérite 2013[réf. nécessaire].
La médiathèque municipale de Josnes, son village natal, porte son nom.

## Œuvres
Prix Rabelais aux Jeux de Touraine 1971.
Poésie
- Les fleurs du chemin, illustré par l'auteur, Poètes de notre temps (Prix Regain 1966).
- Si vous écoutiez au moins c'que j'vous raconte..., Paragraphes littéraires (Prix Mentor 1968).
- Pourvu qu'il pleuve souvent, bergère!, Maison rhodanienne de poésie (Grand Prix des Messagers de la Poésie 1971).

Bandes dessinées
- Les mésaventures du Chevalier de Maison-Blanche (prépublication en PQR, cinq albums parus sous le pseudonyme de Goube, parfois scénario de Janoti, dessin Péhel pour les deux derniers titres), Mcl, Michel Fontaine édit., Glénat, Planète BD, 1976-1993 (Trophée Haga du meilleur dessinateur de presse, Toulouse 1976).
- Les contes du père Loribus, scénario et dessin, Le Corbeau 1983.
- Les maraudeurs de la lune rousse, dessin Jacques Bonodot, 2 tomes, Glénat 1991-1992.
- Les Sabotiers du diable, adaptation bédé du roman, dessin Sophie Balland, Regards 2003.

Jeunesse
- Sammy le Pionnier, illustré par l'auteur, Fleurus 1970.
- Tristan le gentil troubadour, illustré par l'auteur, Domino 1978.
- Pierrot et le secret des cailloux à feu, dessin Jean-Claude Pertuzé, Le Patio 1999.

Policier
(sous le pseudonyme de Jerry Josnes)
- Un tonton à flinguer, Odepi 1976.
- Flic flaque, Marivole 2015.

Régionalisme
- La petite histoire de Sologne et de ses alentours, avant-propos de Claude Seignolle, illustré par l'auteur, Le Corbeau 1974 (réédition augmentée 1979), La Nouvelle République du centre-ouest 1994.
- Les histoires qu'on raconte par ici..., avant-propos de Maurice Genevoix, vignettes de l'auteur, Le Corbeau 1975.
- Catalogue des méfaits et des étrangetés, préface de Jacquemard-Sénécal, ill. documents anciens, Le Corbeau 1978.
- Le fabuleux légendaire de l'Orléanais, avant-propos de Jean-Claude Deret, illustré par l'auteur, Horvath 1979.
- A la croisée des chemins, collectif sur les croix de l'Orléanais, photos Daniel Guy, documentation Paulette Rhode, préface de Régine Pernoud, Horvath 1981.
- La tradition orale en Sologne et dans ses alentours, illustré par l'auteur, Le Corbeau 1981.
- Quand l'histoire de France musardait en Val de Loire..., illustré par l'auteur, CLD 1986.
- Brigands et sorciers d'autrefois, préface de Frédéric Pottecher, ill. documents anciens, Jean-Cyrille Godefroy éditeur 1985.
- Brigands et sorciers, variante du livre précédent, Jean-Cyrille Godefroy 1991.
- Les conteries de Sologne, illustré par l'auteur, La Nouvelle République du centre-ouest 1997.
- Le cœur de France, collectif, Région Centre / CLD 1997.
- Les Chauffeurs !, illustration de couverture André Juillard, ill. documents anciens, Jean-Cyrille Godefroy 1991, réédition complétée sous le titre La nuit des Chauffeurs, Le Corbeau 2009.
- Un plein panier de coquecigrues, ill. vignettes auteur, éditions CPE 2011.
- Contes braconnés par les bois de Sologne, illustré par l'auteur, éditions CPE 2012.
- Chroniques gaillardes, illustré par l'auteur, éditions CPE 2012.
- Contes chapardés au fil de la Loire, illustré par l'auteur, éditions CPE 2012.

Art culinaire
- La cuisine paysanne en Sologne, illustré par l'auteur, Le Corbeau 1982.
- Nos grands-mères aux fourneaux, deux adaptations différentes du livre précédent, ill. photos anciennes, Jean-Cyrille Godefroy 1993, Le Grand Livre du mois 1994, Crémille 1996, France-Loisirs 1996.

Francophonie
- Les Beaucerons de l'autre bord (les "jarrets noirs" du Québec), illustré par l'auteur, Jean Legué édit. 1989.
- Journal d'Acadie, ill. documents anciens, Michel Fontaine édit. 2000.

Collection Ils étaient de leur village
- Le temps des traditions, ill. photos et documents anciens, Denoël 1979; rééditions sous le titre Ils étaient de leur village, Jean-Cyrille Godefroy 1988, France-Loisirs 1995, Le Grand Livre du mois 2003.
- Le temps des guerres, ill. photos et documents anciens, Denoêl 1981; rééditions sous le titre Ils sont partis en chantant, Jean-Cyrille Godefroy 1989, France-Loisirs 1996, Le Grand Livre du mois 2003.
- Le temps de l'Occupation, ill. photos et documents anciens, Denoêl 1983; rééditions sous le titre Ils ont vécu l'Occupation, Jean-Cyrille Godefroy 1990, Le Grand Livre du mois 2003.

Collection Les gagne-misère
- Les gagne-misère (Prix du Docteur-Binet-Sanglé 1986 de l’Académie française), ill. croquis et photos anciennes, Seld 1985, France-Loisirs 1988, Succès du Livre 1995.
- Nos racines retrouvées, ill. croquis et photos anciennes, Seld 1986, France-Loisirs 1993, Grand Caractère 2000, François Gaillot éditeur 2007.
- Petits métiers oubliés, ill. croquis et photos anciennes, Seld 1987, France-Loisirs 1993, Le Grand Livre du mois 2001.
- C'était comme ça dans nos campagnes (titre original: La boîte à lumière), ill. croquis et photos anciennes, Seld 1989, France-Loisirs 1994, Le Grand Livre du mois 2003.
- Le geste et la parole, ill. croquis et photos anciennes, France-Loisirs 1997, Seld 1990.
- Baguenaudes, ill. croquis et photos anciennes, Seld 1992, France-Loisirs 1998, Le Grand Livre du mois 2002.
- Aux beaux jours d'hier, ill. croquis et photos anciennes, Seld 1995, Grand Caractère 1999, François Gaillot éditeur 2007.
- La bonne franquette, ill. croquis et photos anciennes, Seld 1997, Le Grand Livre du mois 2001.
- L'adieu au village, ill. croquis et photos anciennes, Seld 2001.
- Paroles de nos anciens, florilège, Omnibus 2013, Le Grand Livre du mois 2013, France-Loisirs 2014.

Collection La belle ouvrage
- La belle ouvrage, ill. photos anciennes, Seld 1993, Le Grand Livre du mois 2001.
- Les forestiers, ill. photos anciennes, Seld 1994, Le Grand Livre du mois 2001.
- Mémoires de femmes, ill. photos anciennes, Seld 1995, Le Grand Livre du mois 2001.
- Saisons paysannes, ill. photos anciennes, Seld 1996.
- Pierres qui roulent..., ill. photos anciennes, Seld 1997.
- Du puits à la rivière, ill. photos anciennes, Seld 1997.
- Métiers insolites (Prix des Antiquaires 1999), ill. photos anciennes, Seld 1999, Le Grand Livre du mois 2001.
- Artisans villageois, ill. photos anciennes, Seld 2002.
- Au temps des charrettes à cheval, ill. photos anciennes, Seld 2004, Le Grand Livre du mois 2004.

Collection carnets Nos vieux métiers
- Le maréchal-ferrant, le bourrelier, le débardeur, le boisselier, ill. photos anciennes.
- La lavandière, la femme de journée, la ravaudeuse, la basse-courière, ill. photos anciennes.
- Le bûcheron, le charbonnier, l'écorceur, ill. photos anciennes.
- Le vigneron, le vendangeur, le pressureur, le distillateur, ill. photos anciennes.

Collection Terre en poche
- Série 2003, ill. photos anciennes :
  - La belle ouvrage.
  - Mémoires de femmes.
  - Saisons paysannes.
- Série 2004, ill. photos anciennes :
  - Les forestiers.
  - Métiers insolites.
  - Nos grands-mères aux fourneaux.

Albums de photographies anciennes
- Vive la mariée !, Jean-Cyrille Godefroy 2006.
- Les métiers d'autrefois et leurs outils, Nov'édit 2006.
- Métiers d'autrefois, Cobra 2008.
- L'essentiel des métiers et outils d'autrefois, Nov'édit 2013 (édition non autorisée).
- Le monde des outils et métiers d'antan, Nov'édit 2013 (édition non autorisée).
- Outils et métiers d'autrefois, Lodi 2013 (édition non autorisée).
- Mémoires des métiers Métiers du métal / Métiers de campagne, Novedit (2 fascicules sans date, édition non autorisée).

Audiovisuel (K7 et DVD)
- Mémoires du Val de Loire (réalisation Benoît Cornuau / Beta prod.), éditions Montparnasse 1997.

Romans
- Les Sabotiers du diable, Le Corbeau 1980. Réédition d'une version modifiée sous le titre Les Fuyards de l'aube, Jean-cyrille Godefroy 1993.
- La guerre en sabots, Jean-Cyrille Godefroy 1984.
- La claie d'infamie], Jean-Cyrille Goferoy 1999. Réédition Marivole 2013.
- Les mariés de Tournai, Jean-Cyrille Godefroy 2009. Réédition Marivole 2015.
- Je n'ai tué ni volé, Jean-Cyrille Godefroy 2018.

Dictionnaire encyclopédique
- La France en héritage, ouvrage abondamment illustré (documents, clichés anciens et photos d'outils, de jouets, de sites, d'objets divers), 1500 pages, Perrin 2007. Prix Mottart 1999, décerné par L'Académie française au titre du soutien à la création littéraire. Prix Delmas 2004, décerné par l'Institut de France. Prix Paul Sébillot de folklore français 2008. Réédition Omnibus 2012, Le Grand Livre du mois 2012, France-Loisirs 2013.
- Artisans de nos villages, Petit dictionnaire des métiers des campagnes, Omnibus 2015.